# Conradin Kreutzer

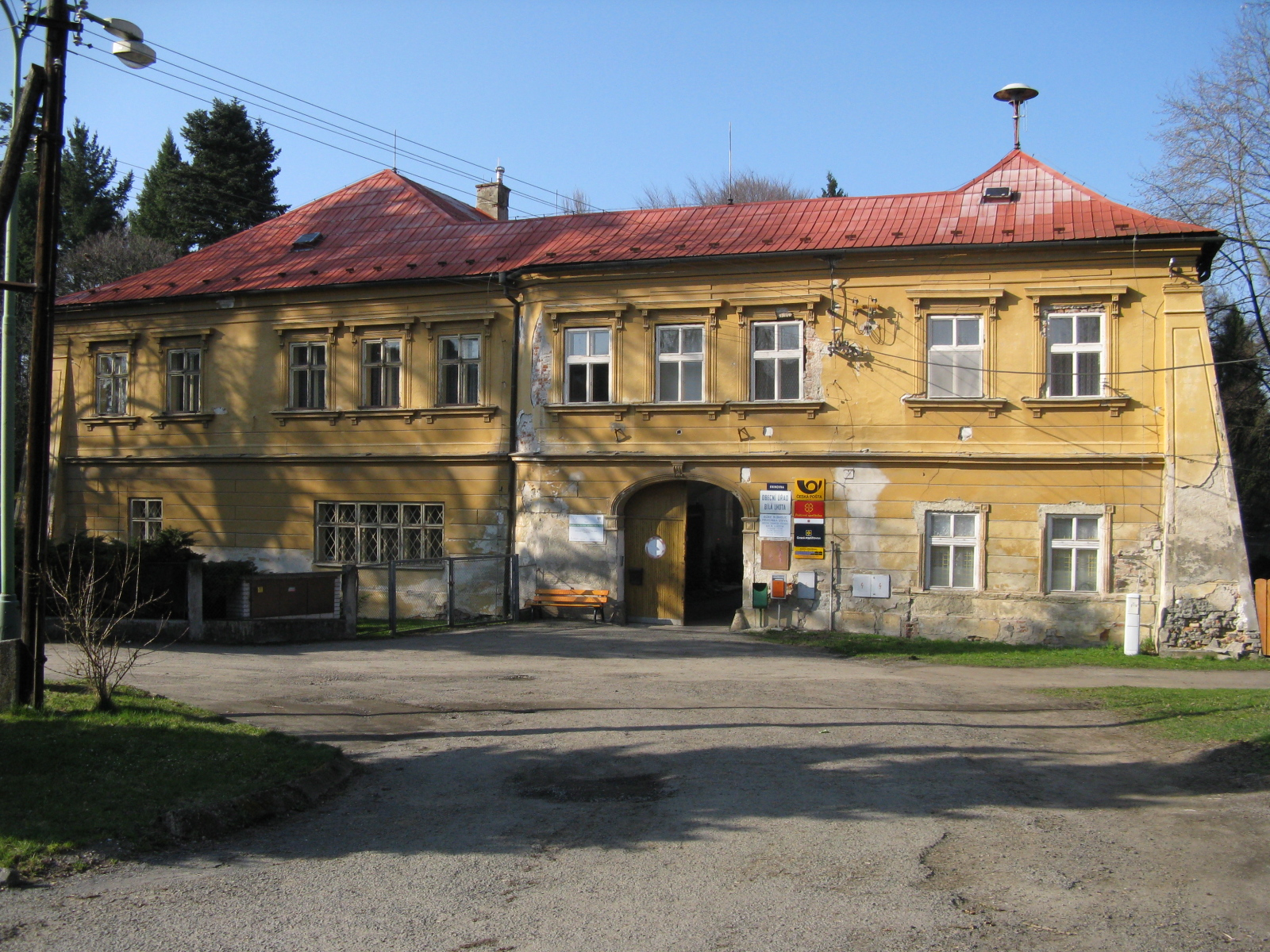
Bílá Lhota (zámek)

Conradin Kreutzer (22. listopadu 1780, Meßkirch, Fürstenberské knížectví, Svatá říše římská – 14. prosince 1849, Riga, Ruské impérium) byl německý raně romantický hudební skladatel. Složil 50 oper a singspielů, komponoval rovněž komorní hudbu. Je považován – vedle Carla Marii von Webera, Heinricha Marschnera nebo Louise Spohra – za významného tvůrce německé raně romantické opery.
Opery Nocleh v Granadě (na Braunovo libreto) a Meluzína (na Grillparzerovo libreto) komponoval Kreutzer v letech 1832 až 1833 v Bílé Lhotě. Nocleh v Granadě pak dokončil roku 1834 během svého pobytu v Uherském Hradišti.

## Nejvýznamnější díla
Seznam oper
- Orestes (Libreto: Georg Reinbeck, Stavovské divadlo, Praha, 6. květen 1818)
- Libussa (Libreto: Joseph Carl Bernard, Kärntnertortheater, Vídeň, 4. prosinec 1822)
- Cordelia (Libreto: Pius Alexander Wolff, Kärntnertortheater, Vídeň, 15. únor 1823)
- Die Jungfrau (Libreto: Andreas Schumacher, Stavovské divadlo, Praha, 9. listopad 1831)
- Der Lastträger an der Themse (Libreto: Hermann Herzenskron, Stavovské divadlo, Praha, 16. únor 1832)
- Melusina (Libreto: Franz Grillparzer, Königsstädtisches Theater, Berlin, 7. únor 1833)
- Das Nachtlager in Granada (Libreto: Karl von Braun, Theater in der Josefstadt, Vídeň, 13. leden 1834)
- Der Verschwender (Text: Ferdinand Raimund, Theater in der Josefstadt, Vídeň, 20. únor 1834)